# Estádio Elzir Cabral
A Vila Olímpica Elzir Cabral é a sede e o estádio do Ferroviário Atlético Clube. Localiza-se na Barra do Ceará, um dos mais tradicionais bairros operários da cidade de Fortaleza, Ceará, Brasil.

## História
O Estádio Elzir Cabral foi inaugurado em 19 de Março de 1989, com o jogo Ferroviário 6 x 0 Guarani de Juazeiro, tornando-se o primeiro estádio particular do estado a ser reconhecido pela Confederação Brasileira de Futebol (CBF) como apta a sediar jogos de competições oficiais.
Dotado de vestiários subterrâneos para atletas e árbitros, torres de iluminação, gramado com sistema de drenagem, cabines de rádio e televisão, ambulatório, e completa estrutura para o torcedor (estacionamento, bilheterias, arquibancadas, cadeiras, lanchonete e banheiros), o Estádio Elzir Cabral é um orgulho para o cearense.

## Maior público
O maior público pagante já registrado foi o do jogo inaugural, oficialmente 4.679 torcedores. Porém, visualmente, a partida que mais atraiu torcedores foi mesmo Ferroviário 2 x 1 Confiança (SE) no dia 19 de outubro de 1997, válida pelo Campeonato Brasileiro Série C, quando a carga de ingressos colocados à venda, 3.500, esgotou. Contudo, supõe-se que mais de 5.000 torcedores se fizeram presentes.

## Resultados Importantes

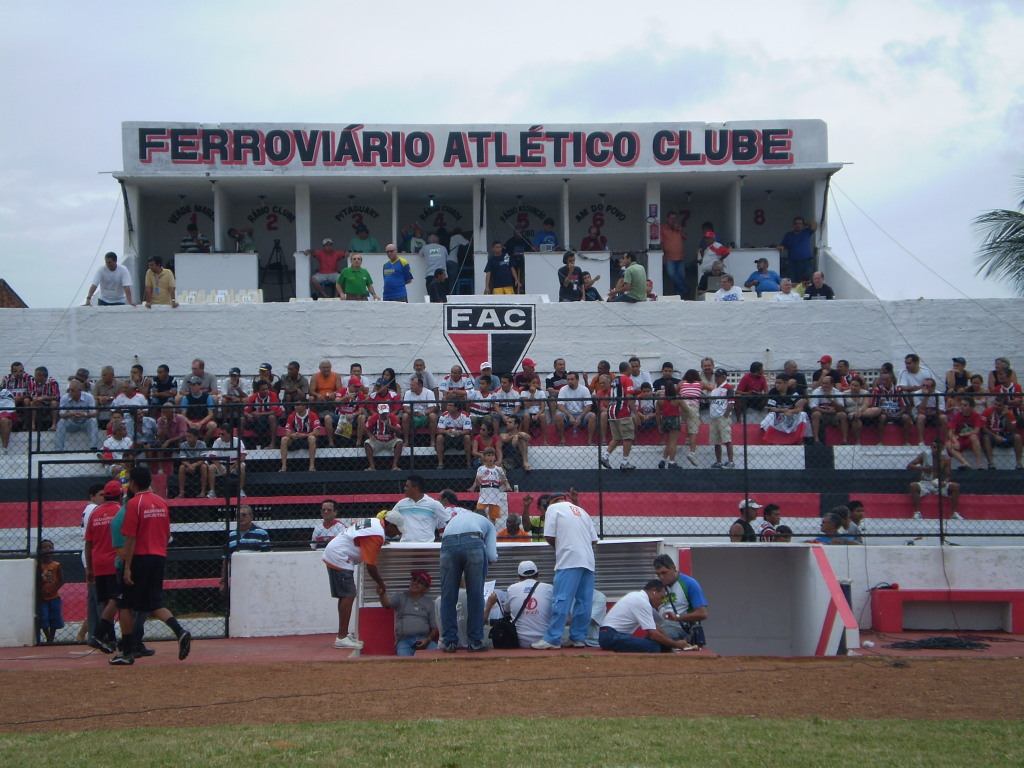
Cabines de rádio.

O principal resultado já obtido pelo time coral em seu estádio foi a goleada de 4 x 0 sobre o Fortaleza, no amistoso de 26 de fevereiro de 1994. Além deste e do jogo inaugural, várias outros jogos tiveram destacados placares no Elzir Cabral:
Campeonato Cearense
| - FAC 5x1 Quixadá (1989) - FAC 5x0 Icasa (1990) - FAC 4x0 América (1990) - FAC 3x0 Guarany de Sobral (1990) - FAC 4x0 Calouros do Ar (1995) |  | - FAC 6x1 Portuguesa do Crato (1997) - FAC 4x0 Tiradentes (1997) - FAC 4x1 Uruburetama (1997) - FAC 3x0 Limoeiro (1998) - FAC 4x0 Quixadá (2008) |

Campeonato Brasileiro Série C
- FAC 3x0 Potiguar de Mossoró (RN) (1995)
- FAC 3x0 Picos (PI) (1997)
- FAC 7x0 Corisabá (PI) (1998)
- FAC 2x0 Moto Clube (MA) (1998)

## Sistema de Iluminação
Em 2008, após 7 anos sem jogos noturnos, o estádio Elzir Cabral recebeu um novo sistema de iluminação com recursos provenientes do projeto Sócio-Torcedor do Ferrão. A inauguração dos novos refletores ocorreu na partida Ferroviário 4 x 0 Quixadá, em 26 de março, partida válida pela 8a rodada do returno do Campeonato Cearense 2008.

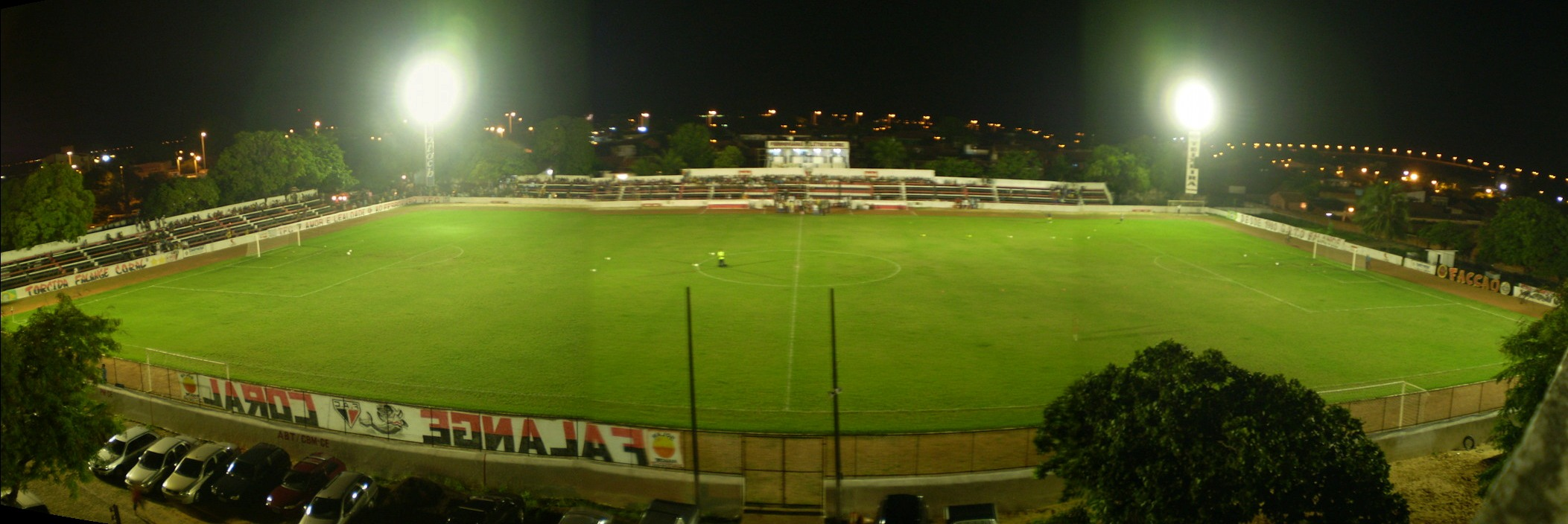
Novo sistema de iluminação do Estádio Elzir Cabral.

## Postais
A Sociedade de Colecionadores de Postais de Estádios (SOCOPE) lançou dois postais do Estádio Elzir Cabral (1990 e 1997), sendo, juntamente com os postais do Estádio Olímpico Horácio Domingos de Sousa e do Castelão, os únicos postais oficiais de clubes do futebol cearense.